# 池田榮史
池田 榮史（池田 栄史、いけだ よしふみ、1955年〈昭和30年〉 - ）は、日本の考古学者。國學院大學研究開発推進機構教授、琉球大学名誉教授。

## 経歴
1955年、熊本県で生まれた。1981年、國學院大學大学院文学研究科日本史学専攻（考古学系）博士前期課程を修了。

## 研究内容・業績
長崎県北松浦郡の鷹島周辺海底に眠る元冦関連遺跡(鷹島神崎遺跡)の調査で知られる。

## 著作
共編著
- 『古代中世の境界領域：キカイガシマの世界』編、高志書院、2008ISBN 978-4-86215-039-4
- 『東アジアの周縁世界』天野哲也・臼杵勲共編、同成社 2009[3]
- 『ぶらりあるき沖縄・奄美の博物館』中村浩共著、芙蓉書房 2014[4]

出演
- NHKラジオ第2放送
  - カルチャーラジオ 日曜カルチャー「海に眠る歴史・水中考古学の世界」（2023年4月）

動画
- 水中考古学者 池田榮史＆米粒写経「水中考古学におけるモンゴル襲来（元寇）研究の今」Youtube